# بيلينكي (دونيتسكا)
{{coord|
1. default
2. default
3. default
4. default48.758333|
5. default
6. default
7. default
8. default37.698611|region:UA-14_type:landmark}}

بيلينكي (Біленьке) هي مدينة في أوبلاست دونيتسك في أوكرانيا.
يبلغ عدد سكانها حوالي 9511 نسمة.